# 12305 Fifth Helena Drive
12305 Fifth Helena Drive — адрес дома, расположенного в районе Брентвуд города Лос-Анджелес, США. Дом известен, прежде всего, как последнее место жительства Мэрилин Монро и место её смерти, наступившей 4 августа 1962 года между 20:30 и 22:30 вечера из-за острого отравления барбитуратами.

## Описание
Одноэтажный дом построен в испанском колониальном стиле. Занимающий площадь приблизительно 240 квадратных метров, состоит из четырёх спален и трёх ванных комнат, а также кабинета, просторной кухни и двух гостиных. На заднем дворе открытый бассейн примыкает к апельсиновой роще и гостевому дому. Каменная плитка на крыльце содержит надпись на латинском языке  «Cursum Perficio», что означает «Путь мой окончен» или «Конец моего путешествия».

## Владение
Мэрилин Монро приобрела недвижимость в феврале 1962 года за 77 500 долларов, заплатив половину наличными и взяв ипотеку на оставшуюся сумму. Ранним утром 5 августа 1962 года, через шесть месяцев после покупки дома, Монро была найдена мертвой от передозировки барбитуратов в своей спальне.
В 2017 году дом был выставлен на продажу за $6,9 млн и в итоге продан за $7,25 млн. Покупателями выступила компания LLC под названием «Glory of the Snow», которой управляли Дэн Лукас и Энн Джармейн.
В 2023 году дом был продан продюсеру реалити-шоу Рою Бэнку и его жене Брине Мильштейн. Купив дом за 8,35 млн долларов, они планировали его снести, чтобы расширить свой участок по соседству, на что получили разрешение, но дом отстояли поклонники актрисы. По их мнению,  этот дом является «неизгладимой частью истории Голливуда». Ещё одна причина, по которой владельцы упорно добивались сноса здания — увеличение потока туристов.
В 2024 году городской совет Лос-Анджелеса одобрил придание дому Монро статуса исторического культурного памятника.